# Kyle Weaver
Kyle Donovan Weaver  (Beloit, Wisconsin, 18. veljače 1986.) američki je profesionalni košarkaš. Igra na poziciji bek šutera, a trenutačno je član NBA momčadi Oklahoma City Thundera. Charlotte Bobcats izabrao ga je u 2. krugu (38. ukupno) NBA drafta 2008. godine.

## Sveučilište
Weaver je 14. ožujka 2008. ostvario učinak karijere od 25 poena i 12 skokova u porazu svog Washington Statea od Stanforda.

## NBA
Charlotte Bobcats izabrao ga je kao 38. izbor drugog kruga NBA drafta 2008. godine. Dne 11. kolovoza 2008. mijenjan je u Oklahoma City Thundere za budući izbor drugog kruga NBA drafta 2009.

## Vanjske poveznice
- Profil na NBA.com
- Profil na Basketball-Reference.com
- Profil  Arhivirana inačica izvorne stranice od 3. kolovoza 2009. (Wayback Machine) na SI.com
- Draft profil na NBA.com
- Draft profil  Arhivirana inačica izvorne stranice od 19. veljače 2009. (Wayback Machine) na Draftexpress.com